# Jaroslav Škarvada

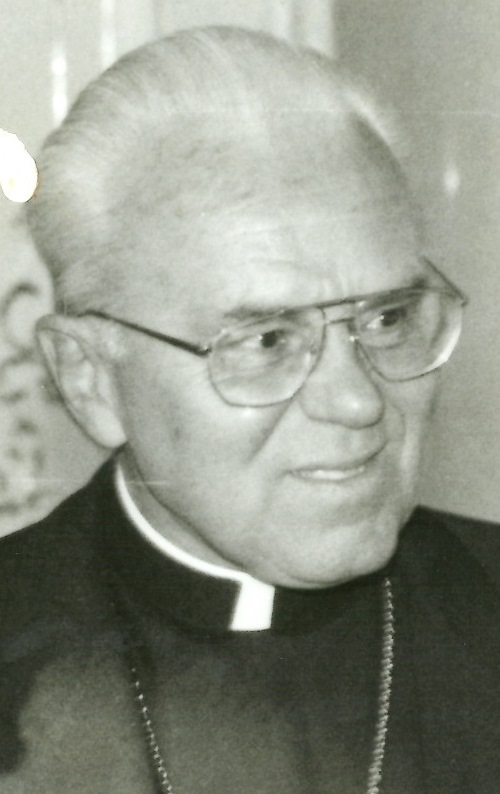
Bischof Jaroslav Škarvada

Bischofswappen von Jaroslav Škarvada

Jaroslav Škarvada (* 14. September 1924 in Prag–Královské Vinohrady; † 14. Juni 2010 in Prag) war ein tschechischer römisch-katholischer Geistlicher und Weihbischof in Prag.

## Leben
1945 studierte Jaroslav Škarvada an der Päpstlichen Lateranuniversität in Rom und am tschechischen Päpstlichen Collegium Nepomucenum in Rom. Am 12. März 1949 empfing er durch den Weihbischof in Rom und späteren Kardinal Luigi Traglia die Priesterweihe. Wegen der politischen Situation in der Tschechoslowakei konnte er nicht zurück in die Heimat und lehrte zunächst Dogmatik am Priesterseminar in Chieti, Italien. 1965 wurde er Sekretär von Josef Kardinal Beran, der als Erzbischof von Prag aus der Tschechoslowakei ausgewiesen worden war. Ab 1968 betreute er in der Seelsorge die Tschechen im Ausland. Von 1970 bis 1991 war er Mitarbeiter im Staatssekretariat des Heiligen Stuhls.
Am 18. Dezember 1982 ernannte ihn Papst Johannes Paul II. zum Titularbischof von Litomyšl als Bischof für die Seelsorge der tschechischen Emigranten und spendete ihm persönlich am 6. Januar 1983 die Bischofsweihe; Mitkonsekratoren waren der Kurienerzbischof und spätere Kurienkardinal Eduardo Martínez Somalo sowie der Sekretär der Kongregation für die Evangelisierung der Völker und spätere Kardinal Duraisamy Simon Lourdusamy.
Am 28. August 1991 wurde er von Papst Johannes Paul II. zum Weihbischof in Prag bestellt. Von November 1991 bis Februar 2001 war er Generalvikar der Erzdiözese Prag. Von Januar 1993 bis September 2002 stand er als Dompropst dem Metropolitankapitel am Veitsdom in Prag vor. Seit dem 25. September 2002 war er im Ruhestand.
Für seine Verdienste wurde Jaroslav Škarvada 2003 mit dem Tomáš-Garrigue-Masaryk-Orden III. Klasse ausgezeichnet.
Škarvada war von 2004 bis zu seinem Tode Apostolischer Delegat des Hochmeisters der Kreuzherren mit dem Roten Stern.